# Salvia clevelandii
Salvia clevelandii ist eine Pflanzenart aus der Gattung Salbei (Salvia) innerhalb der Familie der Lippenblütler (Lamiaceae). Sie kommt nur vom südlichen Kalifornien bis zum mexikanischen Golf von Kalifornien vor.

## Beschreibung

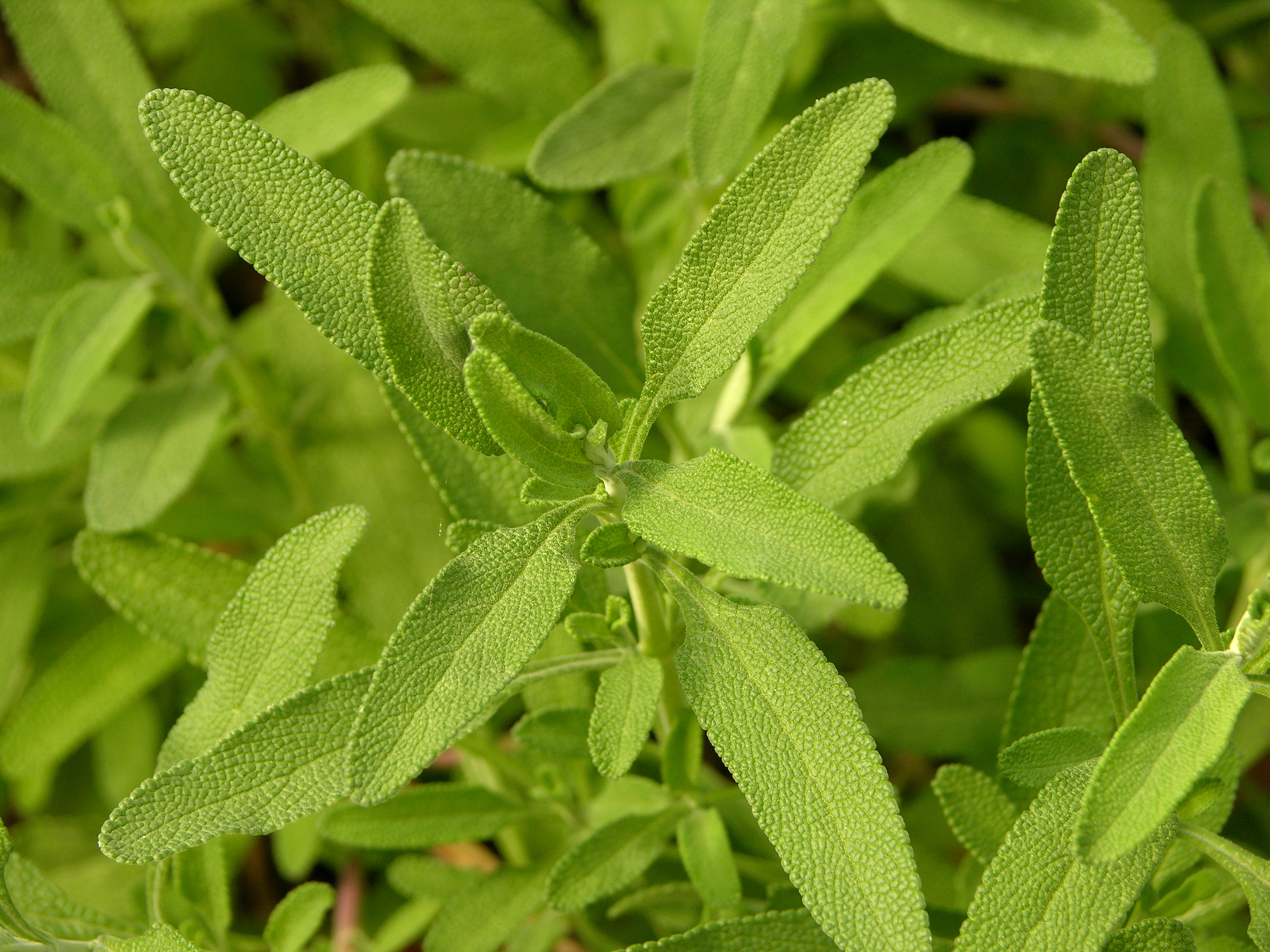
Gegenständig angeordnete Laubblätter der Sorte ‚Allen Chickering‘

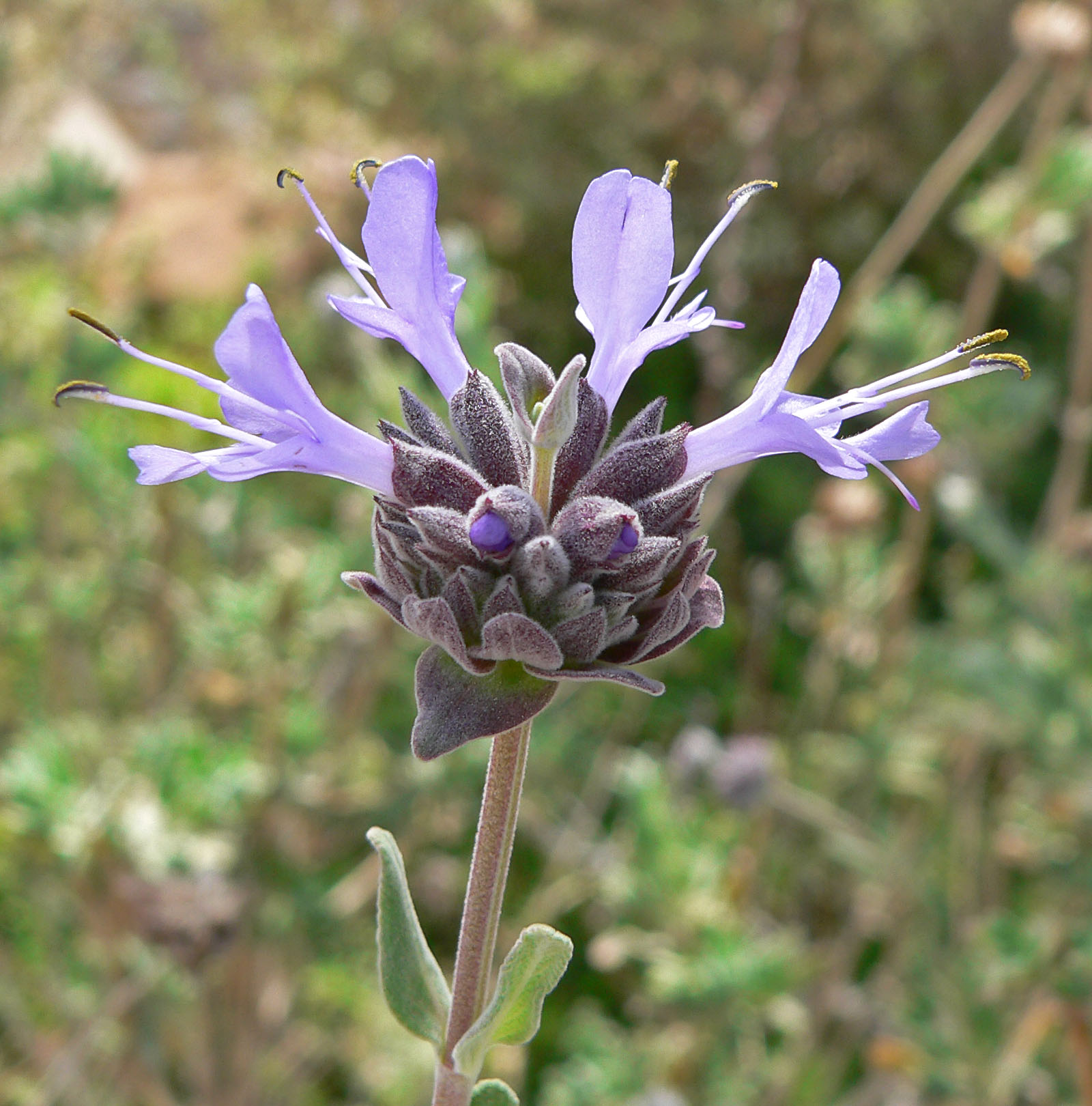
Blütenstand mit nur einem Scheinquirl

### Vegetative Merkmale
Salvia clevelandii wächst als relativ kurzlebiger, immergrüner, stark aromatisch duftender Halbstrauch, der Wuchshöhen und Breiten von 1 bis 1,5 Metern erreicht. Die aufrechten bis aufsteigenden, rötlich bis violett gefärbten, dünnen Stängel sind weiß-filzig behaart. Die gegenständige angeordneten Laubblätter sind 1 bis 3 Zentimeter lang. Die einfache Blattspreite ist länglich bis elliptisch mit gerundetem bis stumpfem oberen Ende, gekerbtem Blattrand und ist an der Spreitenbasis zu einem kurzen Blattstiel verschmälert. Die Blattoberseite ist runzelig, graugrüne, dünn filzig behaart und die -unterseite ist weißlich schimmernd, dicht filzig behaart.

### Generative Merkmale
Die Blütezeit dauert drei bis vier Wochen und reicht von April bis Juli. Der endständige, aufrechte, unterbrochene, ährige Blütenstand enthält meist nur einen einzelnen, dichten Scheinquirl mit vielen Blüten, manchmal auch zwei, selten auch drei voneinander isolierte Scheinquirle. Die festen Tragblätter sind bei einer Länge von 7 bis 8 Millimetern eiförmig und haarspitzig.
Die zwittrige Blüten ist zygomorph und fünfzählig mit doppelter Blütenhülle. Der 8 bis 10 Millimeter lange, drüsig behaarte Blütenkelch besitzt eine kurze Unterlippe, die in zwei Kelchzähnen endet und eine größere, Oberlippe mit drei Kelchzähnen. Die 18 bis 29 Millimeter lange, dunkelblaue bis violette Blütenkrone besteht aus einer schlanken, 12 bis 20 Millimeter langen Kronröhre, einer flachen, zweilappigen, 6 bis 8 Millimeter langen oberen Kronlippe und einer 4 bis 6 Millimeter langen, dreilappigen unteren Kronlippe mit einem länglichen eingebuchteten Mittellappen. Die Staubblätter und der Griffel ragen weit aus der Blütenkrone heraus. Die Blüten verströmen einen angenehmen, süßlichen Duft. Die Klausenfrucht zerfällt in vier 2 bis 2,5 Millimeter lange, unregelmäßig eiförmige, graue, braun gesprenkelte Klausen.

### Chromosomensatz
Die Chromosomengrundzahl ist x = 15. Es liegt Diploidie vor, also eine Chromosomenzahl von 2n = 30.

## Ökologie
Die Blüten von Salvia clevelandii scheinen von Kolibris, Tagfaltern und langrüssligen Fliegen bestäubt zu werden, sind demnach also sowohl ornithophil als auch psychophil. Außerdem besuchen kleine Schwärmer die Blüten, während Bienen aufgrund der langen und schmalen Kronröhre vom Nektar ausgeschlossen sind und auch wegen der freistehenden Staubblätter und Griffel kaum als Bestäuber in Frage kommen. Die relativ geringe Menge und Zuckerkonzentration des Nektars und das Fehlen von Saftmalen sprechen zusätzlich gegen Melittophilie. Teilweise durchbeißen Bienen aber die enge Blütenkrone von der Seite, um direkt an den Nektar zu gelangen („Nektarraub“).

## Vorkommen
Der Endemit Salvia clevelandii kommt nur von der südkalifornischen Küste nach Osten und nach Süden über die Gebirgsketten der Peninsular Ranges bis in den nördlichen Teil des mexikanischen Bundesstaates Baja California vor.
Salvia clevelandiiwächst auf sandigen, kiesigen Böden in Küstengebüschen und auf trockenen, felsigen Hängen von der Küste bis in Höhenlagen von 1350 Metern. Sie ist ein Florenelement der dortigen Hartlaubvegetation (Chaparral).

## Systematik
Die Erstbeschreibung erfolgte 1874 unter dem Namen (Basionym) Audibertia clevelandii durch Asa Gray in Proceedings of the American Academy of Arts and Sciences, Volume 10, S. 76. Die Neukombination zu Salvia clevelandii (A.Gray) Greene wurde 1892 durch den US-amerikanischen Botaniker und Theologen Edward Lee Greene in Pittonia, Band 2, S. 236 veröffentlicht. Der artspezifischen Namensteil clevelandii ehrt den US-amerikanischen Rechtsanwalt, Hobby-Botaniker und Pflanzensammler Daniel Cleveland (1838–1929).
Salvia clevelandii wird wie die Kalifornische Chia und der Distel-Salbei der Salvia-Untergattung Audibertia zugeordnet. Diese Untergattung besteht aus rund 20 in Nordamerika beheimateten Arten, mit dem Zentrum der Artenvielfalt in der Wüste des Großen Beckens.

## Verwendung

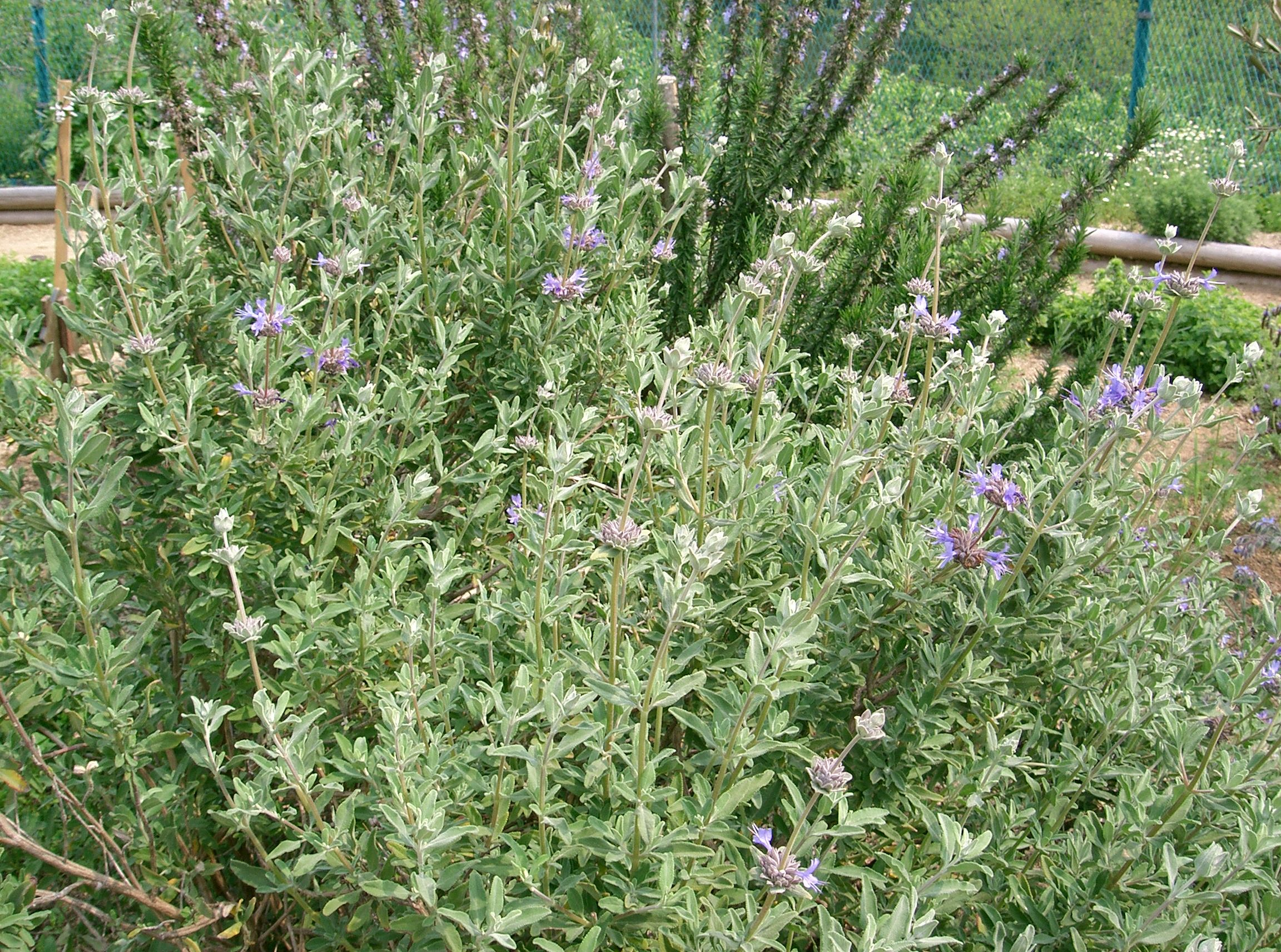
Habitus

Salvia clevelandii wird in Kalifornien als Zierpflanze in Gärten und auf öffentlichen Grünflächen verwendet. Sie ist unter den dortigen Bedingungen sehr pflegeleicht und blüht in einer Jahreszeit, in der viele Stauden und Ziergehölze bereits verblüht sind. Meist werden natürliche Auslesen wie ‚Winifred Gilman‘ (kompakter Wuchs, rubinrote Blütenkelche, dunkelviolette Blütenkrone) und ‚Betsy Clebsch‘ (niedriger Wuchs, variable Blütenfarbe) verwendet. Für das feuchtkalte Klima Mitteleuropas ist Salvia clevelandii dagegen weniger geeignet – trotz der relativ guten Winterhärte bis −9 °C (Zone 8b). Sie leidet in Mitteleuropa unter Lichtmangel und zu hoher Feuchtigkeit, wodurch die Wurzeln zu faulen beginnen. Salvia clevelandii müsste zumindest trocken überwintert werden.
Das ätherische Öl von Salvia clevelandii enthält vor allem die bicyclischen Monoterpen-Derivate Campher (30 %) und  1,8-Cineol (20 %), zudem giftiges, bitter schmeckendes Thujon. Die frischen und getrockneten Laubblätter lassen sich ähnlich wie die des Gartensalbeis zum Würzen von kräftigen und fetten Speisen, beispielsweise Käse- und Fleischgerichten, verwenden. Die getrockneten Blätter eignen sich auch für Potpourris.